# Хасанов, Джасур Джумамуратович
Джасур Джумамуратович Хасанов (узб. Jasur Jumamurotovich Hasanov; род. 24 июля 1989 года; Бухара, Узбекская ССР, СССР) — узбекистанский футболист. Полузащитник клуба «Металлург» (Бекабад) и национальной сборной Узбекистана. Является тёзкой Джасура Хасанова, который также играет за сборную Узбекистана.

## Карьера
Джасур Хасанов начал свою профессиональную карьеру в 2008 году в составе команды родного города — «Бухара». В составе своего первого клуба Хасанов выступал до 2012 года и за это время сыграл 74 матча и забил 8 голов. В 2010 году он также выступал в качестве аренды за «Кызылкум», в котором провел 22 матча и забил 1 гол.
В 2013 году он принял приглашение ташкентского «Локомотива» и подписал контракт.
В 2016 году вернулся в Бухару.
Карьера в сборной
Джасур Хасанов в различные года выступал в разных возрастных сборных Узбекистана. В частности он провел 5 матчей в составе юношеской сборной, семь матчей и один гол в составе молодёжной сборной и участвовал в чемпионате мира среди молодёжных команд 2009 года в Египте.
С 2011 года является игроком национальной сборной Узбекистана, первый матч сыграл 11 октября 2011 года в матче отборочного турнира чемпионата мира против Северной Кореи. Свой первый гол за сборную забил 8 июня 2012 года в ворота команды Ливана.

## Достижения
- Серебряный призёр чемпионата Узбекистана: 2013, 2014, 2015 .
- Обладатель Кубка Узбекистана: 2014
- Обладатель Суперкубка Узбекистана: 2015
- Финалист Суперкубка Узбекистана: 2014